# Liquefactie
Liquefactie verwijst in het algemeen naar het proces van vloeibaarwording. De term kan ook verwijzen naar het bereiden van vloeibare organische (koolstofhoudende) brandstoffen en grondstoffen uit steenkool.

## Geologie

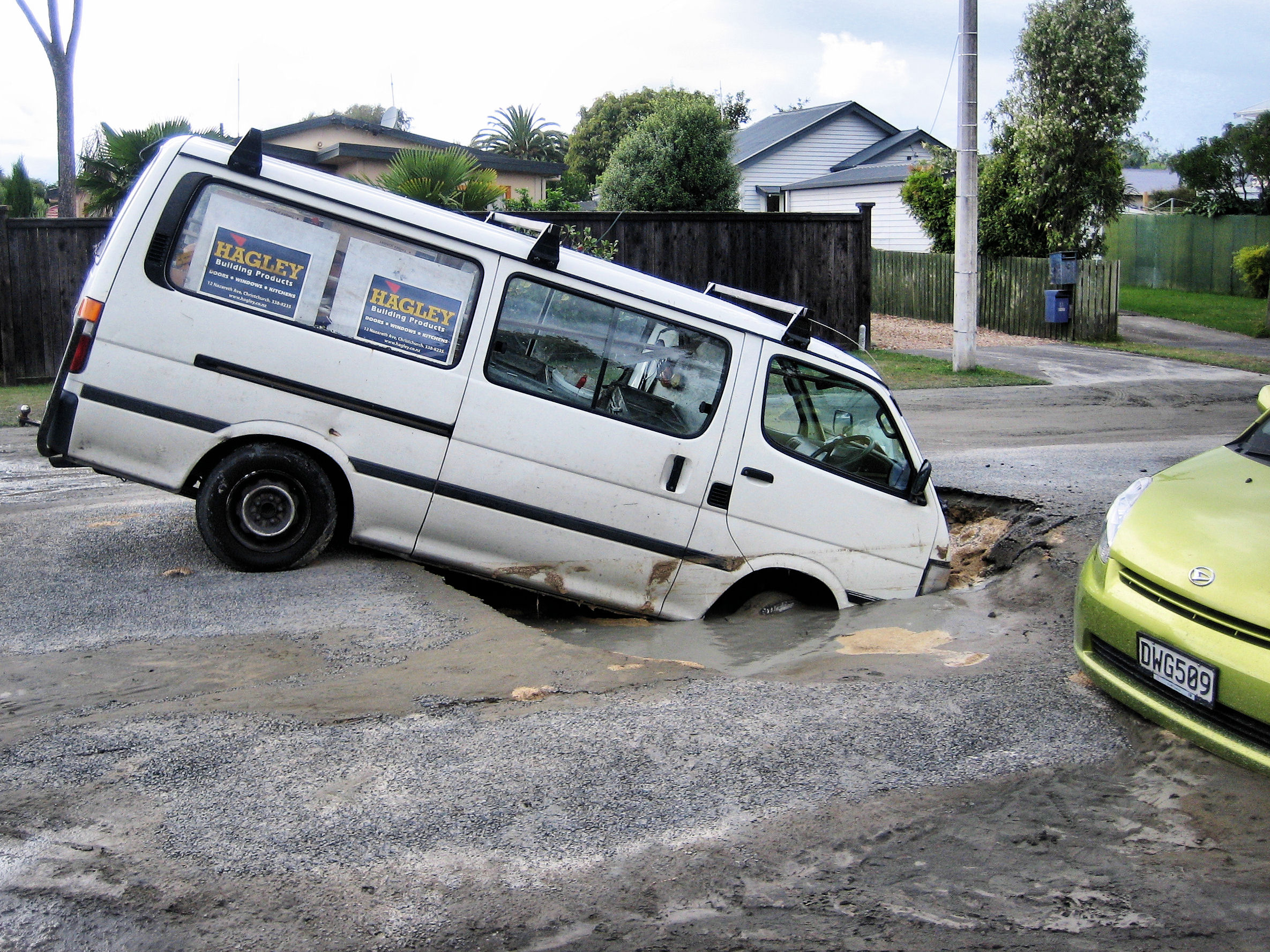
Bodemvervloeiing tijdens een aardbeving in 2011 in Christchurch (Nieuw-Zeeland).

Liquefactie in geologie verwijst naar het verschijnsel waarbij de bodem een aanzienlijk verlies van sterkte en samenhang ondervindt in reactie op toegebrachte spanning, gewoonlijk door een aardbeving. Hierdoor gedraagt de bodem zich als een vloeistof.